# Kees Pellenaars
Kees Pellenaars (né le 10 mai 1913 à Terheijden et mort le 30 janvier 1988 à Breda) est un coureur cycliste et dirigeant d'équipes cyclistes néerlandais.

## Biographie
En remportant le championnat du monde sur route amateur en 1934, Kees Pellenaars devient le premier Néerlandais à obtenir un titre de champion du monde sur route. Il devient professionnel l'année suivante et gagne le championnat des Pays-Bas sur route en 1936. 
Il reste professionnel jusqu'en 1950. Il arrête sa carrière après avoir percuté un camion militaire durant le Tour d'Allemagne 1950.
L'année suivante, il dirige la première équipe nationale néerlandaise à participer au Tour de France. Il reste à la tête de cette sélection jusqu'en 1956. Il dirige également l'équipe professionnelle Locomotief durant cette période, puis l'équipe Televizier pendant les années 1960. 

## Palmarès
- 1934
  -  Champion du monde sur route amateurs
- 1936
  -  Champion des Pays-Bas sur route
  - Six jours de Paris (avec Adolf Schön)
- 1937
  - Six jours de Copenhague (avec Frans Slaats)
  - Prix Hourlier-Comès (avec Frans Slaats)
  - Prix du Salon (avec Frans Slaats)
- 1938
  - Six jours de Gand (avec Frans Slaats)
- 1939
  - Six jours de Bruxelles (avec Frans Slaats)
- 1943
  - Prix Wambst-Lacquehay (avec Ben van der Voort)
- 1949
  - 3e et 9ea étapes du Tour des Pays-Bas